# Stade de la Révolution-Mexicaine
Le stade de la Révolution-Mexicaine (espagnol : Estadio Revolución Mexicana), est un stade de football situé à Pachuca de Soto, au Mexique.
Ses clubs résidents sont désormais des clubs de division inférieure (le Pachuca Juniors, l'Universitario Hidalguense et l'Atlético Hidalgo).

## Histoire
Inauguré en 1953, il accueille les matchs du CF Pachuca jusqu'en 1993, le club se basant alors à l'Estadio Hidalgo.